# Herefordshire
Herefordshire /ˈhɛɹɪfətʃə/ es uno de los cuarenta y siete condados de Inglaterra, Reino Unido, con capital en Hereford. Ubicado en la región Midlands del Oeste, limita al norte con Shropshire, al este con Worcestershire, al sur con Gloucestershire y al oeste con Gales.
El condado ocupa un área de 2180 km² y tiene un población de 188 100 (censo de 2015). La capital, localidad más grande y única ciudad es Hereford; y sus villas son Leominster, Ledbury, Ross-on-Wye, Kington y Bromyard.

## Gobierno
En 1974 se unió administrativamente con el condado vecino de Worcestershire para formar el condado de Hereford y Worcester que fue de corta duración. El territorio de Herefordshire estuvo dividido en los distritos de South Herefordshire, Hereford y parte de los distritos de Malvern Hills y Leominster.
El 1 de abril de 1998 el condado se transformó de nuevo en una unidad administrativa, con las mismas fronteras que tenía antes de unirse al de Worcestershire.

## Economía
Herefordshire es un condado típicamente rural y es conocido por sus árboles frutales y por la sidra que se produce en la zona. Cuando Celia Fiennes lo visitó en 1696 descubrió un condado en el que los manzanos y los perales crecían en cada esquina, «incluso en los campos de maíz». La agricultura moderna ha presionado a los agricultores tradicionales pero muchos de ellos aún siguen subsistiendo.

## Geografía

### Física
El río Wye, el quinto río más largo del Reino Unido, empieza en Gales y entra Inglaterra en Herefordshire. Hereford es la única ciudad al lado del Wye, que corre en Ross on Wye también antes de salir al mar en Chepstow en el sur de Gales.

### Localidades
La capital, localidad más grande y única ciudad en Herefordshire es Hereford, cerca del centro del condado. La villa de Leominster, la segunda localidad más grande, es el más grande en el norte de Herefordshire, mientras Ross on Wye es la más grande en el sur. Las poblaciones de Hereford y las cinco villas de Herefordshire fueron estimados por su consejo en 2009.
- Hereford (55 800)
- Leominster (11 200)
- Ross on Wye (10 100)
- Ledbury (9800)
- Bromyard (4600)
- Kington (3200)

## Monumentos y lugares de interés
- Abadía de Dore
- Catedral de Hereford
- Colinas de Malvern